# Sundsvallsdraken

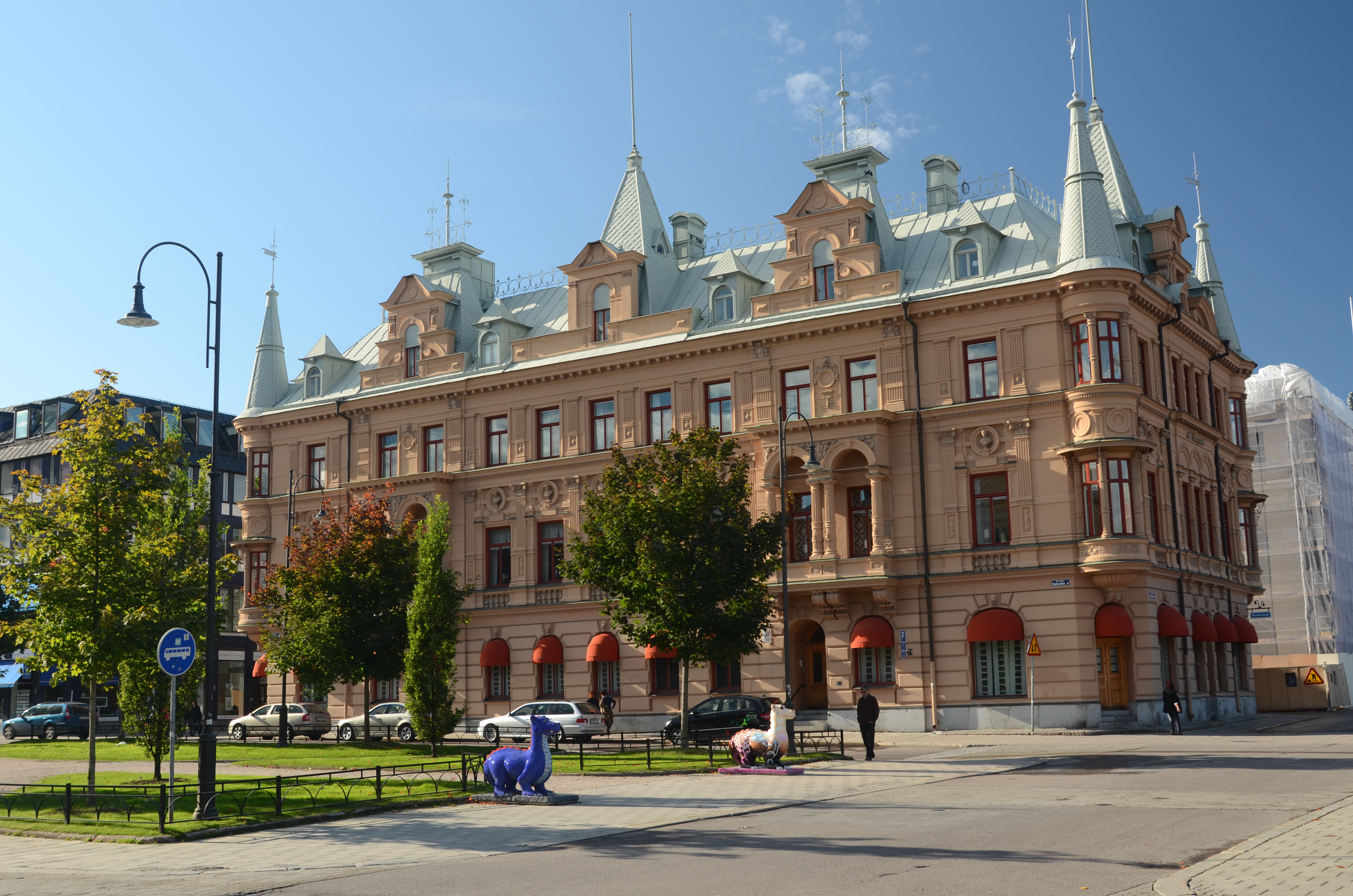
Centrala Sundsvall med två drakar i nedre delen av bilden.

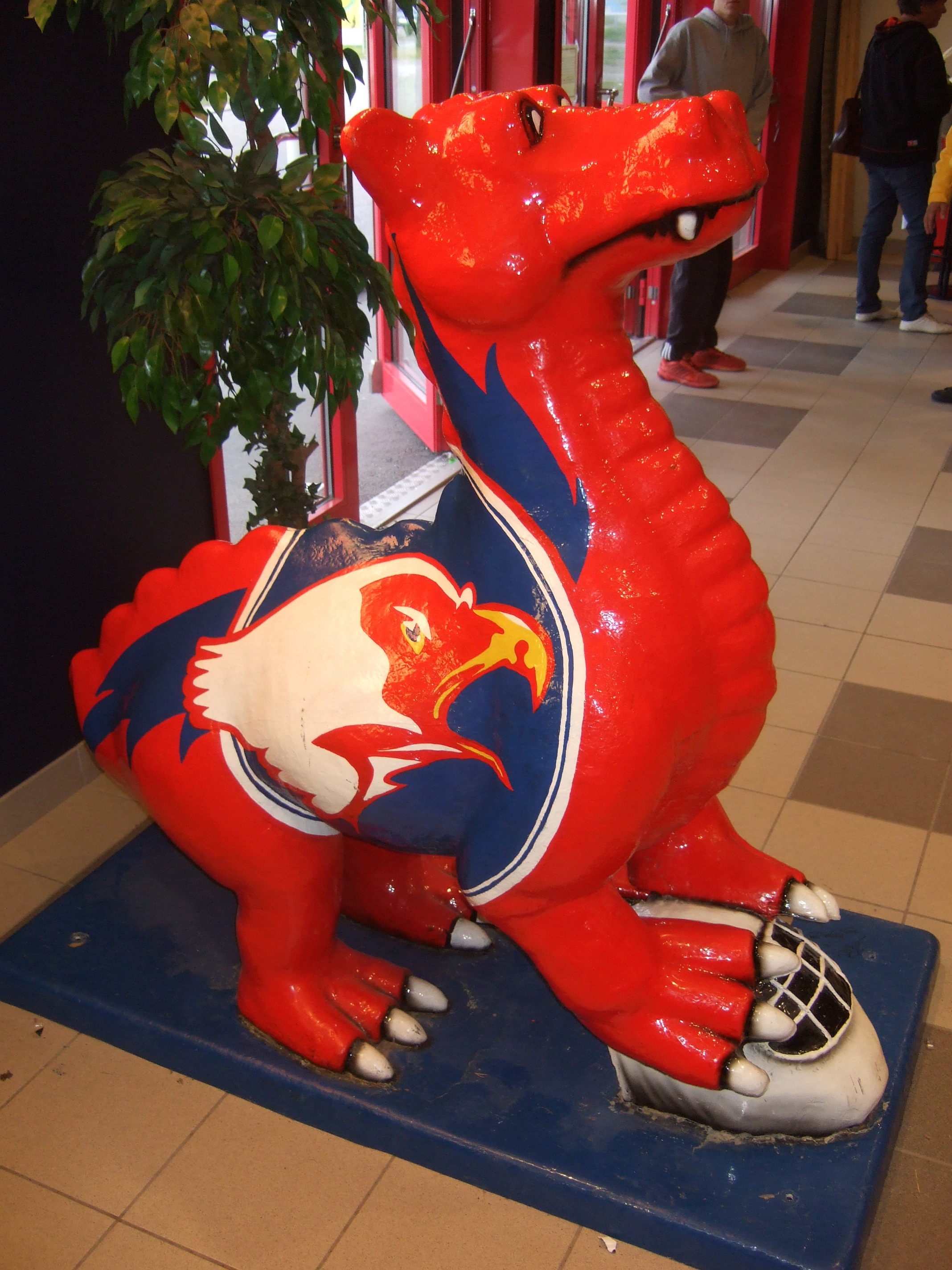
Sundsvallsdrake sponsrad av Timrå IK.

Sundsvallsdraken är en årligen återkommande del av satsningen på den offentliga konsten i Sundsvall. Drakarna står utställda över staden mellan tidiga maj och mitten av oktober varje år. De ställs ut runt om i stenstaden i Sundsvall med omnejd. Varje drake sponsras av ett lokalt företag och målas av en lokal konstnär eller designer. I projektet deltar både etablerade konstnärer och yngre förmågor. Den ursprungliga formgivaren till Sundsvallsdraken är den lokala popkonstnären Christian Beijer. 

## Historia
Efter den stora branden 1888 uppstod Stenstan efter det att trähus blivit förbjudna i Sundsvalls centrum. Det blev en byggrusch och hela 600 hus byggdes på 6 år med handkraft. På ett av nyrenässanshusen vid Stora torget placerades en drake på taket för att skydda mot nya bränder och katastrofer. 115 år senare intog drakarna Stenstans gator och torg, då det var premiär för Drakparaden. Sedan 2003 är Drakparaden en årlig tradition och Sundsvallsdraken en stark stadssymbol för Sundsvall, däribland då Sundsvalls kommuns logotyp består av en drake.